# Piotr Gorczakow (1789–1868)
Piotr Dmitrijewicz Gorczakow (ros. Пётр Дми́триевич Горчако́в, ur. 13 lipca?/24 lipca 1789, zm. 6 marca?/18 marca 1868 w Moskwie) – rosyjski książę i generał, starszy brat Michaiła. Walczył przeciw Turkom (1829), zawarł preliminarz pokoju w Adrianopolu, w czasie wojny krymskiej dowodził pod Almą i Inkermanem.

## Życiorys
Od 1807 służył w wojsku, mianowany chorążym artylerii. Brał udział w wojnie ze Szwecją 1808–1809 i z Turcją 1810–1811 oraz w wojnie szóstej koalicji antyfrancuskiej 1813–1815. Podczas działań wojennych mianowany pułkownikiem, a w 1820 generałem-majorem. Walczył również przeciwko góralom kaukaskim. Za udział w wojnie z Turcją w 1829 został odznaczony Orderem Świętego Jerzego IV klasy i Orderem Świętego Włodzimierza II klasy.